# Nguette
Nguette (ou Ngete, Nguété) est un village du Cameroun situé dans la région du Centre et le département du Mbam-et-Kim. Il fait partie de la commune de Ntui.

## Population
En 1964 le village comptait 987 habitants, principalement Batschenga.
Lors du recensement de 2005, on y dénombrait 1 341 personnes.
On y parle le tuki (ou batsenga), une langue bantoïde méridionale.